# Далматинская кампания (1809)
Далматинская кампания (фр. Campagne de Dalmatie) — боевые действия французского корпуса генерала Огюста Фредерика Луи Мармона в Далмации во время войны Пятой коалиции.
С началом войны Пятой коалиции в апреле 1809 года на итальянском театре военных действий помимо основных сил франко-итальянской армии вице-короля Италии Богарне должен был действовать также французский корпус генерал Мармона, расположенный в Далмации.
Так называемая Далматинская армия Мармона (около 14 000 человек) состояла из двух пехотных дивизий, которыми командовали генералы дивизии Жозеф Монришар и Бертран Клозель, и имела 78 орудий. Наполеон считал это соединение своим «лучшим корпусом». Чтобы противостоять Мармону, эрцгерцог Иоганн выделил бригаду генерал-майора Стоичевича (более 8100 солдат).
Бои на реке Зрманя
Несмотря на численное превосходство своих противников, австрийцы выиграли первый период кампании. С 26 по 30 апреля Стоичевич предпринял серию атак на переправах через реку Зрманя, Каштель-Жегарски, Обровац, Вагич и Кравли-Мост. 30 апреля, сражаясь под ливнем, австрийские гренцеры вытеснили французов с позиции на вершине горы. Широко рассредоточенные французские силы были отброшены к Книну (Кюрн) и Задару (Зара). Таким образом, потеряв всего 250 человек, Стоичевич нанес поражение французам, потерявших 1000 убитыми и ранеными, а также 200 пленными.
На две недели линия фронта стабилизировалась, но австрийцы не смогли захватить Книн. Узнав о поражении эрцгерцога Иоганна в битве на реке Пьяве 8 мая и о продвижении французов на восток к Лайбаху, Стоичевич приготовился к отступлению, но, несмотря на это, 15 мая смог провести успешный ночной рейд против бригады Дельзона у Книна.
Бои при Прибудиче и Грачаце
16 мая Мармон нанес серьёзное поражение австрийцам у Прибудича, который находится в 14 километрах (9 милях) к северо-западу от Книна. В то время как французские стрелки и артиллерия удерживали хорошо защищенную позицию на вершине горы, Мармон послал один полк для удара по австрийскому флангу, в результате чего удалось сломить австрийскую оборону. Австрийцы потеряли 200 убитыми, 500 ранеными и от 300 до 600 пленными, включая самого Стоичевича.
На следующий день обе стороны столкнулись у Грачаца (примерно в 45 км к северо-западу от Книна). В этом бою Мармон потерял 300 человек убитыми. Австрийцы, которыми теперь командовал полковник Маттиас Ребрович, отступили к Госпичу, потеряв 300 человек убитыми и ранеными.
Бой у Госпича
21 мая Мармон обнаружил силы Ребровича, дислоцированные за рекой Лика возле Госпича. Одну из своих дивизий он оставил в качестве резерва, другую отправил в заречную атаку. Роты французских вольтижёров (легкая пехота) под обстрелом перешли реку вброд по броду и завязали бой. Завладев обрывами на дальней стороне, они отбили неоднократные атаки австрийцев. Затем французы перебросили подкрепление на плацдарм. Для огневой поддержки были подняты горные гаубицы на мулах. Заметив, что австрийцы сражались тремя разрозненными группами, Мармон нанес главный удар по центру Ребровича. Несмотря на большие потери во время атаки от огня австрийской артиллерии, французы захватили вражескую батарею. Поскольку австрийский центр поспешно отступал, Мармон повернул на вражеские фланги и отбросил их назад.
Французы потеряли 134 человека убитыми, 600 ранеными и 270 взятыми в плен из 11 000 человек, участвовавших в этом тяжелом бою. Австрийцы отчитались о 64 убитых, 500 раненых, 200 пленных и двух орудиях.
Взяв Госпич, Мармон продолжил движение на север и достиг Триеста 28 мая и Лайбаха 3 июня.
Результаты
26 июня корпус Мармона принял участие в сражении при Граце, оттеснив вместе с дивизией генерала Жана-Батиста Бруссье войска Игнаца Дьюлаи на восток. После двухдневного преследования австрийцев 29 июня Мармон получил приказ немедленно двигаться к Вене форсированным маршем, куда прибыл к началу сражения при Ваграме.
После Ваграма Наполеон расспрашивал Мармона о далматинской кампании и в течение двух часов критиковал действия своего генерала. Несмотря на то что император был не очень доволен действиями своего генерала, он дал ему чин маршала.